# Крыжановский, Евфимий Михайлович
Евфимий Михайлович Крыжановский (октябрь 1831, Киевская губерния — 26 июля [7 августа] 1888, Феофания) — русский православный богослов, член учебного комитета и училищного совета при Святейшем синоде.

## Биография
Родился 9 ноября 1831 года в селе Копиевата, Липовецкого уезда Киевской губернии в семье священника Михаила Саввова Крыжановского .
Обучался в Киево-Софийском духовном училище и в Киевской духовной семинарии. В 1853 году поступил в Киевскую духовную академию, которую окончил в 1857 году по первому разряду. По слабости здоровья провёл год в деревне и затем поступил учителем в Киевскую духовную семинарию; с 1859 года он преподавал гражданскую историю, а затем — греческий и немецкий языки.
В 1860 году он стал издавать журнал «Руководство для сельских пастырей» и в первых номерах издания поместил несколько статей из быта сельского духовенства. С 1861 года был действительным членом Киевского губернского статистического комитета.
В 1862 году он был избран в бакалавры Киевской духовной академии и преподавал там французский язык. В ноябре 1864 года он занял пост директора народных училищ Седлецкой губернии. Глубоко преданный православию, близко знакомый с историческими судьбами края, Крыжановский возмущался положением униатов в этом крае и всей душой отдался мысли о воссоединении их с церковью. В «Русском вестнике» (1868, № 8—10) он поместил статью: «Волнения униатов на Подлясье». Статьи Крыжановского (не все) были собраны в его «Сочинениях» (Киев, 1890).
В 1869 году по состоянию здоровья он перешёл на службу в Варшаву директором первой гимназии.
В 1883 году он вышел в отставку, но в ноябре был назначен членом учебного комитета при Святейшем синоде. В 1885 году был назначен членом вновь учреждённого училищного совета при Святейшем синоде. Последние его работы были связаны с изучением положения православия в Остзейских губерниях и чешских колониях Волынской губернии.
Умер 26 июля (7 августа) 1888 года в Феофании, в пригороде Киева, на даче епископа Чигиринского Иеронима (Экземплярского).

## Семья
Был женат, имел двух сыновей (один из которых — Сергей (1862—1935) стал юристом).
- Брат — Григорий[вд] (1829—1888), священнослужитель. В 1853 году окончил Киевскую духовную семинарию и поступил печим в киевский митрополичий хор. Преподавал Священную историю в Киево-Софийском духовном училище. В 1856 году был хиротонисан во пресвитера и служил в селе Рацево Чигиринского уезда, а в 1857 году переведён в церковь села Пархомовки[3].

## Работы
- Русское Забужье (Холмщина и Подляшье). Сб. статей. — Санкт-Петербург, 1911. (в формате dvju)